# Sonnenfinsternis vom 10. Mai 2013
Die ringförmige Sonnenfinsternis vom 10. Mai 2013 ist nach der totalen Sonnenfinsternis vom 13. November 2012 die zweite in Australien zentral sichtbare Finsternis innerhalb eines halben Jahres. Im Gegensatz zu dieser vorausgehenden Sonnenfinsternis reicht in diesem Fall der scheinbare Durchmesser des Mondes nicht aus, um die Sonne vollständig zu bedecken, da zwischen Neumond und Erdferne des Mondes nur drei Tage liegen. Der größte Bedeckungsgrad beträgt 91,5 Prozent.

## Verlauf
Die ringförmige Phase der Finsternis beginnt in der Nähe der Canning Stock Route im Westen Australiens. Die Morgensonne steht dort nur 2 Grad über dem Horizont. Der Finsternispfad verläuft nordostwärts über sehr dünn besiedeltes Wüstengebiet und erreicht den Golf von Carpentaria. Auf der östlich des Golfs liegenden Kap-York-Halbinsel kreuzt der Finsternispfad den der Finsternis vom 12. November 2012, die im Gegensatz zu dieser Finsternis sich hier in südöstlicher Richtung ausbreitete. Mit 5000 Kilometern pro Stunde bewegt sich der Mondschatten weiter nordöstlich, überstreicht das Great Barrier Reef und weiter den Pazifik. Nach 800 Kilometern über das Meer berührt die Zone der ringförmigen Sichtbarkeit Neuguinea, die Insel Woodlark und die Salomon-Inseln. Im weiteren Verlauf wird die Koralleninsel Nauru überstrichen, anschließend die Gilbertinseln. Ungefähr 5000 Kilometer westlich der peruanischen Küste endet die ringförmige Phase der Finsternis.
Partiell kann die Finsternis auch von Indonesien und Neuseeland gesehen werden.

## Wetteraussichten
In der australischen Wüste kann mit 70-prozentiger Wahrscheinlichkeit mit klarem oder nur leicht bewölktem Himmel gerechnet werden, an der Ostküste werden die Aussichten etwas ungünstiger. Im tropischen Neuguinea ist die Regenzeit im März zu Ende, auf den weiter östlich liegenden Salomon-Inseln herrscht halbtropisches Klima und die Regenzeit endet dort im April.